# Atanazy (Rakita)
Atanazy, imię świeckie Svetko Rakita (ur. 7 listopada 1957 w Janje) – serbski duchowny prawosławny, od 2017 biskup mileszewski.

## Życiorys
7 maja 1977 r. został mnichem, a dwa dni później diakonem. Święcenia prezbiteratu przyjął 18 grudnia 1977 r. 31 maja 1999 r. otrzymał chirotonię biskupią jako biskup hvostański. W latach 2013–2017 był biskupem bihacko-petrovackim. 6 sierpnia 2017 r. odbył się jego ingres na katedrę mileszewską.